# Phillipp von Mandell
Phillipp von Mandell (* 21. September 1741 in Regensburg; † 11. Juli 1828 in Hornaing bei Marchiennes; geboren Phillipp Wilhelm Justus von Mandell) war Hofmarschall und Bürgermeister von Alt-Saarbrücken (1800–1804).

## Leben
Phillipp wurde geboren als Sohn des Barons Jakob Justus von Mandell, seine Mutter war Charlotte Wilhelmine geb. von Gößnitz (1715–1785). Er heiratete Maria Josepha Le Herdy, aus der Ehe gingen die beiden Kinder Louis Eugen (* 1789) und Luise Franziska Justine (* 1790) hervor. 
1787 erkaufte er sich die Herrschaft von Dillingen, die er bereits zwei Jahre danach, am 22. Januar 1789, an den Fürsten Ludwig von Nassau-Saarbrücken weiter veräußerte. Anlass des Verkaufs sollen Streitigkeiten mit den ortsansässigen Hüttenbesitzern gewesen sein. Diese Herrschaft sollte der Fürst später an seine zweite (bürgerliche) Ehefrau Katharina Kest (genannt „das Gänsegretel von Fechingen“) übertragen. Nach Beendigung seiner militärischen und politischen Karriere siedelte von Mandell nach Valenciennes über.

## Militärische Karriere
Der Baron Phillipp von Mandell war 1779–1787 Oberstleutnant im Kavallerie-Regiment der Fürsten von Nassau-Saarbrücken. 1790 wurde er als Lieutenant-Colonel zu den Chasseurs de Flandre nach Sarreguemines versetzt. Noch bevor die Truppen der französischen Revolutionsarmee 1793 nach Saarbrücken einrückten, flüchtete von Mandell bereits 1791 nach Koblenz und schloss sich dort der Armee der Emigranten an. Damit entging er als fürstlicher Beamter seiner drohenden Gefangennahme und Deportation.

## Öffentliche Ämter
Kurz nach seiner Rückkehr im Jahre 1797 wurde Saarbrücken am Ende des Ersten Koalitionskrieges Kantongemeinde unter französischer Verwaltung im 1798 errichteten Département de la Sarre. Am 1. November 1800 erfolgte von Mandells Einführung als Bürgermeister (Maire) von Saarbrücken. Dieses Amt hatte er bis zum 2. Dezember 1804 inne. Ab 1802 bis 1812 war er Präsident der Kantonalversammlung Saarbrücken.

## Ehrungen
- Ernennung zum fürstlichen Hofmarschall (1790)